# Megalocoleus exsanguis
Megalocoleus exsanguis är en insektsart som först beskrevs av Herrich-schaeffer 1835.  Megalocoleus exsanguis ingår i släktet Megalocoleus och familjen ängsskinnbaggar. Inga underarter finns listade i Catalogue of Life.